# Външна политика на Перу
В Перу се провежда прагматична политика, съобразена с икономическите реформи и търговско-икономическото отваряне, както и с необходимостта от външнополитическо покритие на усилията за борба с наркобизнеса.
Приоритетни за външната политика на Перу са отношенията със САЩ и страните от Латинска Америка и Европейския съюз.
Перу е член на Организацията на американските държави, Андската общност (седалището ѝ е в Лима, столицата на Перу), Асоциацията за тихоокеанско икономическо сътрудничество (1997 г.) и основните международни организации. Членка е на ООН от 1949.
В началото на 1995 г. избухна граничен конфликт между Перу и Еквадор, чиито корени са заложени при самото създаване на двете независими републики. Основният спорен момент е стремежът на Еквадор да получи (или възстанови, според еквадорската интерпретация) пряк излаз на р. Амазонка. Перуанското правителство демонстрира готовност да предостави на Еквадор икономически излаз на реката, но след приключване на процеса на маркиране на около 80 км от общата граница между двете страни. На 26 октомври 1998 г., при посредничеството на страните-гаранти САЩ, Бразилия, Аржентина и Чили, подписали т. нар. Протокол от Рио от 1942 г., бе подписано споразумение за уреждане на противоречията. Постигнатите договорености бяха оценени положително от световната общественост.
В края на 1999 г. бе решен граничният проблем с Чили, с което Перу уреди и последния териториален спор със съседните си държави.
През септември 2001 г. в Лима се проведе Двадесет и осмата извънредна сесия на Общото събрание на Организацията на американските държави. Сесията приключи с приемане на перуанската инициатива за Демократична интерамериканска харта и с подписване на „Декларацията от Лима“.